# Wahl zur verfassungsgebenden Volkskammer im Freistaat Hessen
Die Wahl zur verfassungsgebenden Volkskammer im Freistaat Hessen fand am 26. Januar 1919 statt.

## Ausgangssituation
Im Großherzogtum Hessen war die Macht nach der Novemberrevolution zunächst faktisch durch Arbeiter- und Soldatenräte übernommen worden. Der amtierende Großherzog Ernst Ludwig wurde am 9. November 1918 vom Darmstädter Arbeiter- und Soldatenrat abgesetzt und die Republik ausgerufen. Zeitgenössisch wurde „Freistaat“ als Synonym für Republik verwendet, so auch im Titel der vorläufige Verfassung. Die Wahlverordnung sprach dann von der Republik Hessen, schließlich setzte sich Volksstaat Hessen durch.
Rechtsgrundlage für die Wahl war die Verordnung über die Wahlen zur verfassungsgebenden Volkskammer der Republik Hessen vom 3. Dezember 1918. Diese bedeutete gegenüber dem bisherigen Wahlrecht der Landstände des Großherzogtums Hessen gravierende Neuheiten. Aus den zwei hessischen Kammern wurde ein Einkammernsystem. Die Wahl der 70 Abgeordneten erfolgte in freier, gleicher, geheimer und direkter Wahl im Verhältniswahlrecht. Erstmals wurde das Frauenwahlrecht eingeführt. Der ganze Freistaat Hessen bildete einen Wahlkreis.
Die Wahl wurde auf den 26. Januar 1919 terminiert. Dieser Termin lag eine Woche nach der Wahl zur Deutschen Nationalversammlung. Für die allgemeine politische Lage siehe Wahl zur Deutschen Nationalversammlung#Vorgeschichte.

### Wahlergebnis
| Gegenstand der Nachweisung                                     | Stimmen | Stimmen | Sitze |
| Gegenstand der Nachweisung                                     | Anzahl  | in %    | Sitze |
| -------------------------------------------------------------- | ------- | ------- | ----- |
| Wahlberechtigte                                                | 760.053 | 100,0   |       |
| Wähler                                                         | 616.954 | 81,2    |       |
| Ungültige Stimmen                                              | 1.761   | 0,3     |       |
| Gültige Stimmen                                                | 615.193 | 100,0   | 70    |
| davon                                                          |         |         |       |
| Sozialdemokratische Partei Deutschlands                        | 273.468 | 44,5    | 31    |
| Deutsche Demokratische Partei (Demokratische Partei in Hessen) | 116.252 | 18,9    | 13    |
| Christliche Volkspartei (hessische Zentrumspartei)             | 108.539 | 17,6    | 13    |
| Deutsche Volkspartei                                           | 62.072  | 10,1    | 7     |
| Deutschnationale Volkspartei (Hessische Volkspartei)           | 45.785  | 7,4     | 5     |
| Unabhängige Sozialdemokratische Partei Deutschlands            | 9.077   | 1,5     | 1     |

Für die gewählten Abgeordneten siehe die Liste der Mitglieder des Landtages (Volksstaat Hessen) (1. Wahlperiode).
Es ergaben sich folgende Ergebnisse der Wahlen auf Provinzebene (in %, Abweichungen zur Summe durch Rundung möglich)
| Provinz            | USPD | SPD  | DDP  | Zentrum | DVP  | HVP (*) | Summe |
| ------------------ | ---- | ---- | ---- | ------- | ---- | ------- | ----- |
| Starkenburg        | 1,9  | 51,2 | 17,1 | 16      | 9,5  | 4,3     | 100   |
| Provinz Oberhessen | 2,1  | 42,6 | 21   | 5,7     | 6,5  | 22,1    | 100   |
| Rheinhessen        | 0,2  | 35,4 | 20   | 29,8    | 14   | 0,6     | 100   |
| Hessen             | 1,5  | 44,5 | 18,9 | 17,6    | 10,1 | 7,4     | 100   |

- Hessische Volkspartei

Es ergaben sich folgende Ergebnisse der Wahlen auf Kreisebene (in %, Abweichungen zur Summe durch Rundung möglich)
| Landkreis        | USPD | SPD  | DDP  | Zentrum | DVP  | HVP (*) | Summe |
| ---------------- | ---- | ---- | ---- | ------- | ---- | ------- | ----- |
| Kreis Darmstadt  | 0,8  | 47   | 24,2 | 5,8     | 19,3 | 3,4     | 100   |
| Kreis Bensheim   | 0,1  | 44,9 | 13,8 | 26,5    | 10,5 | 4,6     | 100   |
| Kreis Dieburg    | 1    | 45,6 | 14,7 | 20,4    | 8,6  | 9,7     | 100   |
| Kreis Erbach     | 0,3  | 57,5 | 23,2 | 3,6     | 9,1  | 6,3     | 100   |
| Kreis Groß-Gerau | 1,8  | 57,7 | 20,8 | 8,6     | 4,9  | 6,7     | 100   |
| Kreis Heppenheim | 0,6  | 42,1 | 11,2 | 37,5    | 7,4  | 1,2     | 100   |
| Kreis Offenbach  | 4,7  | 57,5 | 12,3 | 19,2    | 3,8  | 2,5     | 100   |
| Kreis Gießen     | 2,7  | 42,5 | 20,9 | 2,3     | 8,5  | 23,8    | 100   |
| Kreis Alsfeld    | 0    | 33,6 | 20,9 | 5,4     | 4,5  | 35,6    | 100   |
| Kreis Büdingen   | 1,6  | 53   | 22,5 | 1,1     | 3    | 18,8    | 100   |
| Friedberg        | 3,8  | 48,6 | 16,2 | 13,5    | 5,4  | 17,5    | 100   |
| Kreis Lauterbach | 0    | 40,8 | 25,9 | 5       | 12,5 | 15,8    | 100   |
| Kreis Schotten   | 0,1  | 37,7 | 32,6 | 0,3     | 3,8  | 25,5    | 100   |
| Kreis Mainz      | 0,6  | 45,1 | 17,7 | 33      | 4,1  | 0,1     | 100   |
| Kreis Alzey      | 0    | 25,8 | 33,4 | 19,8    | 21,5 | 0,5     | 100   |
| Kreis Bingen     | 0    | 22,8 | 22,1 | 46,7    | 7,9  | 0,5     | 100   |
| Kreis Oppenheim  | 0    | 25,7 | 27,5 | 29,4    | 16,5 | 0,9     | 100   |
| Kreis Worms      | 0    | 34,6 | 13,9 | 21,6    | 28,5 | 1,4     | 100   |

Das Zentrum hatte seine Parteihochburgen in den katholischen Gebieten Rheinhessens und Südhessens. Die Schwerpunkte der SPD lagen in den großen, industrialisierten Städten, allen voran Offenbach am Main.

## Folgen
Die Wahl zur Verfassungsgebenden Versammlung wurde durch die SPD gewonnen. In der Folge wurde das Kabinett Ulrich II gewählt, eine Regierung in der Zusammensetzung der Weimarer Koalition. Der erste Landtag des Volksstaates Hessen beschloss die Hessische Verfassung vom 12. Dezember 1919. Die nächste Landtagswahl in Hessen war die Landtagswahl im Volksstaat Hessen 1921.